# The Sisters of Mercy
The Sisters of Mercy är ett engelskt rockband bildat 1980 av Andrew Eldritch och Gary Marx. Gruppen skivdebuterade 1980 med singeln The Damage Done, och 1985 släpptes deras första studioalbum First and Last and Always, som anses vara ett stilbildande album inom genren gothic rock.

## Historia

### Tillkomst (1980–1981)
Bandet bildades 1980 av Andrew Eldritch och Gary Marx. De två spelade in singeln The Damage Done då de ville höra sig själva på radio. Året efter började de spela live och efter tillfälliga försök med andra musiker blev basisten Craig Adams och gitarristen Ben Gunn fasta medlemmar. Efter experimenterande på den första singeln koncentrerade sig Marx senare på gitarr och Eldritch på sång. En trummaskin införskaffades och gavs namnet Doktor Avalanche och namnet har använts på alla av bandet använda trummaskiner sedan dess och har ständigt uppgivits som bandmedlem. Eldritch ansvarade för programmeringen av trummaskinen och produktion.

### Independentåren (1981–1983)
Efter en rad singlar "Body Electric", "Alice", "Anaconda", The Reptile House EP och "Temple of Love" och intensivt turnerande under flera år lämnade Ben Gunn 1983 bandet då han ansåg att det började bli ett av de seriösa rock 'n' roll-band de ursprungligen parodierat. Meningsskiljaktigheter med Eldritch uppgavs även som motiv.

### Skivkontrakt och första albumet (1983–1985)
I slutet av 1983 skrev bandet på ett skivkontrakt med bolaget WEA. Wayne Hussey ersatte Gunn som gitarrist. Efter singlarna  "Body and Soul", "Walk Away" samt "No Time to Cry" gavs ett album First and Last and Always ut i mars 1985. Slitningar mellan Eldritch och Marx hade börjat uppstå och under den efterföljande turnén lämnade Marx bandet och gick vidare för att bilda Gothbandet Ghost Dance. Sista framträdandet för Marx med The Sisters of Mercy var den 2 april 1985 på BBC Old Grey Whistle Test. The Sisters of Mercys avslutningskonsert på Royal Albert Hall (18 juni 1985) gavs ut på VHS under titeln Wake - Choruses From under the Rock.

### Splittring och sidoprojekt (1985–1986)
Adams och Hussey lämnade senare under 1985 bandet och Eldritch flyttade till Hamburg. Hussey och Adams bildade bandet The Sisterhood. Innan de hann ge ut någon skiva släppte dock Eldritch i januari 1986 singeln Giving Ground och därefter albumet, Gift, under samma bandnamn, tillsammans med musikerna Alan Vega (från Suicide), Lucas Fox (från Motörhead), James Ray (från Gangwar) och Patricia Morrison.  Eldritch  tvingade därmed Hussey och Adams att byta bandnamn till The Mission.

### Ny inkarnation och andra albumet (1987–1989)
Efter The Sisterhood återupptog Eldritch namnet The Sisters of Mercy med Patricia Morrison. De två var med trummaskinen Doktor Avalanche bandets enda medlemmar på nästa album, Floodland som släpptes i november 1987. Enligt Eldritch medverkade inte Patricia Morrison i studioarbetet på albumet vilket senare ledde till en konflikt dem emellan. 
All text och musik var helt och hållet skrivet och inspelat av Eldritch. 
Jim Steinman var med och producerade singlarna This Corrosion och Dominion/Mother Russia. Med denna sammansättning gjorde The Sisters of Mercy inga liveframträdanden utan spelade istället in påkostade musikvideos för att visas på MTV. Videon till Dominion spelades in i Petra. This Corrosion blev en hitsingel och hamnade på plats 7 på UK Singles Chart, och de efterföljande singlarna hamnade även dem på top 20.

### Fullt band och tredje albumet (1989–1992)
Andrew Eldritch sjöng körsång på Gary Moores album After The War 1989, och samma år hade 
Patricia Morrison lämnat The Sisters of Mercy. 
Istället anslöt Andreas Bruhn (gitarr), Tony James (bas, före detta Sigue Sigue Sputnik) och Tim Bricheno (tidigare gitarrist i gruppen All About Eve). Bandet spelade in albumet "Vision Thing" under en längre period i Puk-studion i Danmark och släpptes i oktober 1990. Sångerskan Maggie Reilly sjöng på fem av låtarna, däribland singeln More, som skrevs och producerades av Jim Steinman tillsammans med Eldritch. Singeln hamnade på plats 14 på UK Singles Chart.
Flera turnéer följde. En av dem i Nordamerika sommaren 1991 tillsammans med Public Enemy, som fick avbrytas efter att konsertarrangören vägrade låta banden spela på samma scen då bråk mellan konsertbesökare med olika hudfärg befarades i några städer. Även skivbolagen var skeptiska till turnén, biljettförsäljningen uteblev och turnén ställdes därför in.

The Sisters of Mercy spelade på Roskildefestivalen den 28 juni 1991, och samma år lämnade James bandet, som sedan följdes av Bricheno 1992 och Bruhn lämnade 1993.

### Samlingsskivor och bråk med skivbolaget (1992–1997)
Samlingsalbumet Some Girls Wander By Mistake släpptes i april 1992 och innehöll singlarna från åren 1980-1983. Som villkor för att släppa denna skiva krävde skivbolaget nyinspelningar av de gamla sångerna Temple of Love och Alice. 
Det spelades 1992 in en ny version av singeln "Temple of Love" med Ofra Haza. Det blev bandets största hitsingel och hamnade på plats 3 på UK Singles Chart.
Adam Pearson blev ny gitarrist och förblev medlem i Sisters of Mercy i över tio år.  Den 31 juli 1993 var Sisters of Mercy förband åt Depeche Mode på Crystal Palace National Sports Centre.
I augusti 1993 gavs samlingsalbumet A Slight Case of Overbombing ut. Albumet föregicks av singeln Under the Gun, som innehöll nyinspelningen av Alice som b-sida. På Under the Gun sjöng sångerskan Terri Nunn, som även medverkade i musikvideon.
Eldritch pratade på tyska i låten "How Can Heaven Love Me" med Sarah Brightman 1995, och gjorde samma år nymixar på låtarna "Odyssey of the Mind" och "Fatherland" med Die Krupps.
På grund av stort missnöje med skivbolaget, vilket Eldritch anklagade för inkompetens och att inte betala royalties har The Sisters of Mercy sedan 1993 endast fungerat som liveband. I ett försök att bli av med sitt skivkontrakt mixade Eldritch om vänners technomusik, tog bort alla trummor och lade till viskande läsning av nonsenstexter som substitut för sång. Resultatet beskrivs av de flesta som i det närmaste olyssningsbart (i samma anda som Lou Reeds Metal machine music). Taktiken lyckades: skivbolaget kastade ut bandet ur sitt stall och skivan är än idag officiellt outgiven, men finns dock som bootleg under namnet SSV som skall uttydas Screw Shareholder Value.

### Liveband utan skivkontrakt (1997–)
I slutet av 90-talet offentliggjorde bandet att de planerade att släppa singeln Summer, en låt som spelats live flitigt. Den har fortfarande inte kommit men en liveversion av låten "(We Are The Same) Susanne" finns att ladda ner från bandets webbplats. Ett nytt studioalbum har ännu inte släppts.
Den 27 juni 1998 återkom The Sisters of Mercy till Roskildefestivalen och de spelade även på Arvikafestivalen samma år.
The Sisters of Mercy har turnerat årligen sedan 1996 med undantag av 2004. Sedan 2005 bestod bandet av Andrew Eldritch, Doctor Avalance och de två gitarristerna Chris May och Ben Christo. Runt hälften av sångerna som spelas är nya och inte tillgängliga på skiva. De äldre låtar som spelas har ofta nya arrangemang.

## Texter
Eldritch har närmast utan undantag skrivit alla texter till bandets låtar. Han arbetar med många nivåer av metaforer. Titeln i låten "War on Drugs" från sent 90-tal syftar till exempel både på krig mot droger, att kriga påverkad av droger samt att ha sex påverkad av droger. I låten "First and Last and Always" från 1985 som mycket ofta fungerat som öppningslåt på konserter betackar sig Eldritch för de som tolkar in vad de vill i hans texter de inte förstår och framhåller sitt eget tolkningsföreträde. Låten "More" från 1990 handlar bland annat om att hans texter innehåller mer än vad som framgår vid endast en snabb eller ytlig genomgång av texternas innehåll.

## Medlemmar
Nuvarande medlemmar
- Andrew Eldritch – sång, keyboard, gitarr, trummaskin (1980–)
- Ben Christo – gitarr, bakgrundssång, basgitarr (2006–)
- Kai (från Esprit D'Air) – gitarr, bakgrundssång (2023–)

Turnerande medlemmar
- Ravey Davey – Doktor Avalanche operator (1996; 2008; 2012–)

Tidigare medlemmar
- Gary Marx – gitarr, sång (1980–1985)
- Craig Adams – basgitarr (1981–1985)
- Ben Gunn – gitarr (1981–1983)
- Wayne Hussey – gitarr, bakgrundssång (1983–1985)
- Patricia Morrison – basgitarr, bakgrundssång (1987–1989)
- Andreas Bruhn – gitarr (1989–1993)
- Tony James – basgitarr (1989–1991)
- Tim Bricheno – guitars (1990–1992)
- Adam Pearson – gitarr, bakgrundssång, basgitarr (1993–2006)
- Chris Sheehan – gitarr, bakgrundssång (1996, 2000–2005)
- Mike Varjak – gitarr (1997–2000)
- Chris Catalyst – gitarr, bakgrundssång (2005–2018)
- Dylan Smith – gitarr, bakgrundssång (2019–2023)

Tidigare turnerande medlemmar
- Dan Donovan – keyboard (1990–1991)
- Simon Denbigh – Doktor Avalanche operator (1996–2012)

## Diskografi

### Studioalbum
- First and Last and Always (1985)
- Floodland (1987)
- Vision Thing (1990)

### EPs
- Alice (1983)
- The Reptile House E.P. (1983)
- Body and Soul (1984)

### Singlar
- "The Damage Done" (1980)
- "Body Electric" (1982)
- "Alice" (1982)
- "Anaconda" (1983)
- "Temple of Love" (1983)
- "Walk Away" (1984)
- "No Time to Cry" (1985)
- "This Corrosion" (1987)
- "Dominion" (1988)
- "Lucretia, My Reflection" (1988)
- "More" (1990)
- "Doctor Jeep" (1990)
- "When You Don't See Me" (1991)
- "Temple of Love '92" (med Ofra Haza) (1992)
- "Under the Gun" (1993)

### Samlingsalbum
- Some Girls Wander By Mistake (1992) (samlingsalbum med tidiga singlar)
- A Slight Case of Overbombing (1993) (samlingsalbum med hitsinglar)